# كويتشي ياماموتو
كويتشي ياماموتو (باليابانية: 山本公一) (و. 1947 – م) هو سياسي، من اليابان، ولد في يواجيما، إهيمه، هو عضوٌ في الحزب الليبرالي الديمقراطي الياباني.

## مناصب
تولى منصب عضو مجلس النواب من اليابان.

## التعليم
تعلم في جامعة كيئو.